# Fossa del Japó
La fossa del Japó (en japonès 日本海溝) és una fossa marina, que forma part del Cinturó de foc del Pacífic, situada el nord de l'oceà Pacífic, al nord-est del Japó.
S'estén de les illes Kurils a les illes Bonin i té una profunditat d'uns 8.412 metres en el punt més profund. És una extensió de la fossa de Kuril-Kamtxatka (al nord) i la fossa d'Izu-Ogasawara (cap al sud) amb una longitud de 800 km Aquesta fossa es crea quan la placa pacífica subdueix per sota la Placa d'Okhotsk. El procés de subducció provoca la flexió de la placa descendent, i la creació d'una fossa d'aigües profundes. El moviment sísmic continu de la zona de subducció associada a la fossa del Japó és una de les principals causes dels tsunamis i els terratrèmols al nord del Japó, incloent el terratrèmol i tsunami de Sendai que es va produir l'11 de març de 2011.